# Albert Ines
Albert Ines (ur. 1 czerwca 1619 w Małopolsce, zm. 5 lipca 1658 w Krakowie) – poeta polsko-łaciński, jezuita.

## Życiorys
Urodził się w mieszczańskiej rodzinie kupieckiej pochodzenia szkockiego, osiadłej w Krakowie. W roku 1637 wstąpił do zakonu jezuitów. Przez kilka lat uczył poprawnej wymowy i był kaznodzieją.

## Twórczość
Autor Lyricorum centuria prima (Gdańsk 1655). Zbiór ten składa się z ód religijnych, satyrycznych i moralizatorskich, piętnujących wady Polaków. Inny zbiór jego wierszy nosi tytuł Lechiada (Lechias ducum, principum ac regum Poloniae, Kraków 1655). Ines wydał też zbiór 47 pieśni o historii Polski od czasów Lecha do Jana Kazimierza oraz zbiór epigramatów (1654). Był naśladowcą M. K. Sarbiewskiego.
- Acroamatum epigrammaticorum centuriae septem, Kraków 1653; wyd. następne (powiększone) Kraków 1655; pt. Acroamata epigrammatica latino-polonica centuriae sex, Gdańsk 1655; Amsterdam 1679; Wrocław 1686; Kolonia 1733
- Lechias ducum, principum ac regum Poloniae, Kraków 1655, drukarnia F. Cezary; wyd. następne: 1665 (według G. Korbuta; Estreicher uważa tę datę za mylną); Frankfurt n. Odrą 1680; Frankfurt n. Odrą 1713; Poznań 1733
- Lyricorum centuria prima, Gdańsk 1655, drukarnia J. Förster (prawdopodobnie 2 edycje; jedna z nich mylnie oznaczona jako 1645); wyd. następne: Wrocław 1686; Kolonia 1723